# Tetramorium setigerum
Tetramorium setigerum är en myrart som beskrevs av Mayr 1901. Tetramorium setigerum ingår i släktet Tetramorium och familjen myror. Inga underarter finns listade i Catalogue of Life.